# Crisjan Zöllner
Crisjan Zöllner (* 12. April 1970 in Dortmund) ist ein deutscher Schauspieler.

## Leben
Crisjan Zöllner, der in seiner Geburtsstadt Dortmund aufwuchs, begann mit der Schauspielerei in den 80er Jahren in der Jugendtheatergruppe Just for Fun, die mit selbstgeschriebenen Stücken im Ruhrgebiet tourte. 
Von 1993 bis 1994 studierte er Schauspiel an der Hochschule für Film und Fernsehen „Konrad Wolf“ in Potsdam-Babelsberg. Später besuchte er Filmworkshops bei „Actors Space Berlin“ und machte eine Zusatzausbildung zum Mikrofon- und Synchronsprecher an der „Akademie für Professionelles Sprechen“ in Berlin.
Von 2000 bis 2002 war er festes Ensemblemitglied am Stadttheater Koblenz, wo er Rollen des klassischen und modernen Theaterrepertoires spielte und u. a. in Inszenierungen von Annegret Ritzel, Michael Klette und Harald Demmer auftrat. Dort gehörten u. a. Puck (Ein Sommernachtstraum), Alexej Petrowitsch Fedotik (Drei Schwestern), Hendrik Höfgen in einer Bühnenfassung des Mephisto-Romans von Klaus Mann, der Kanzlist Njegus in der Operette Die lustige Witwe und Herbert Kraft in dem Lustspiel Das Haus in Montevideo zu seinen Hauptrollen. Außerdem trat er am Theater Koblenz mit dem Monolog Der Hanullmann von Christian Ebert auf.
Seither arbeitet er als freiberuflicher Schauspieler hauptsächlich für Film- und TV-Produktionen. Zu seinen Regisseuren gehörten u. a. Andreas Marschall, Sophie Allet-Coche, Marcus O. Rosenmüller, Rudolf Thome und Zoltan Spirandelli. Er hatte Rollen in verschiedenen TV-Serien und wirkte in mehreren Kurzfilmen mit. In der 6. Staffel der ZDF-Serie SOKO Wismar (2010) übernahm er eine dramatische Episodenhauptrolle als tatverdächtiger Verlobter einer ermordeten Reederei-Mitarbeiterin. Im Saarbrücker Tatort: Söhne und Väter (2017) hatte er einen markanten Kurzauftritt als Mordopfer und nackte Leiche mit einem Schweineschwänzchen im Po.
Außerdem war er als Werbedarsteller u. a. für Ferrero, DAB Bank, Deichmann Schuhe und Audi tätig. Seit 2019 verkörpert Zöllner den Mr. Instinkt in der internationalen Werbekampagne des Online-Glücksspielunternehmens Betway.
Crisjan Zöllner, der außerdem als selbständiger Massagetherapeut im Bereich Thai-Yoga und Osteo Thai arbeitet, lebt an einem der Potsdamer Seen in der Nähe von Berlin.

## Filmografie (Auswahl)
- 2004: Tears of Kali (Kinofilm)
- 2005: Der Clown (Kinofilm)
- 2005: Das geheime Leben der Spielerfrauen (Fernsehserie, Serienrolle)
- 2006; 2011: Alarm für Cobra 11 – Die Autobahnpolizei (Fernsehserie, drei Folgen, verschiedene Rollen)
- 2007: Unter uns (Fernsehserie)
- 2008: Himmlischer Besuch für Lisa (Fernsehfilm)
- 2009: Das Echo der Schuld (Fernsehfilm)
- 2009; 2011: Anna und die Liebe (Fernsehserie, zwei Folgen, verschiedene Rollen)
- 2010: Alisa – Folge deinem Herzen (Fernsehserie)
- 2010: Das rote Zimmer (Kinofilm)
- 2010; 2018: SOKO Wismar (Fernsehserie, zwei Folgen, verschiedene Rollen)
- 2017: Tatort: Söhne und Väter (Fernsehreihe)
- 2019: The Horseman (Kurzfilm)
- 2020: Alles was zählt (Fernsehserie)
- 2021: Gute Zeiten, schlechte Zeiten (Fernsehserie)